# 圣若昂-杜阿拉亚尔
圣若昂-杜阿拉亚尔（葡萄牙語：São João do Arraial）是巴西皮奥伊州的一个市镇。总面积213.351平方公里，总人口7022人，人口密度32.9人/平方公里。